# Argyronome sapporensis
Argyronome sapporensis är en fjärilsart som beskrevs av Kôno 1926. Argyronome sapporensis ingår i släktet Argyronome och familjen praktfjärilar. Inga underarter finns listade i Catalogue of Life.